# Cratere Balkr
Balkr è un cratere sulla superficie di Callisto.